# Pyroleptomysis peresi
Pyroleptomysis peresi är en kräftdjursart som först beskrevs av Mihai Bacescu 1966.  Pyroleptomysis peresi ingår i släktet Pyroleptomysis och familjen Mysidae. Inga underarter finns listade i Catalogue of Life.